# Cobb Vanth
Cobb Vanth (también conocido como The Sheriff y más tarde The Marshal o El Comisario, en español), es un personaje ficticio que aparece en la franquicia Star Wars. Presentado en la trilogía de novelas Aftermath de Chuck Wendig de 2015-2017, es un ex esclavo que usó la armadura mandaloriana de Boba Fett para poner orden en el pueblo de Tatooine Mos Pelgo (más tarde renombrada como "Freetown") en los cinco años posteriores a los eventos de la película de 1983 Return of the Jedi. A lo largo de la trilogía, Cobb se enfrenta al colectivo minero Red Key Raiders, los Tusken Raiders y un dragón krayt, y aunque logra derrotar al primero, no puede encontrar al segundo.
El personaje reaparece en la segunda temporada de la serie de televisión de Disney+ The Mandalorian, ambientada años después de los eventos de la trilogía Aftermath y que representa a Cobb uniendo fuerzas con los Tuskens y el protagonista de la serie para finalmente derrotar al dragón krayt. Es interpretado por Timothy Olyphant, quien repitió el papel en la serie derivada The Book of Boba Fett, donde Cobb se enfrenta al Sindicato Pyke y su representante, Cad Bane.

## Personaje
Cobb apareció por primera vez en la novela Aftermath de Chuck Wendig de 2015, la primera entrega de lo que se conoció como la trilogía Aftermath, a través de un capítulo de interludio en cada una de las tres novelas; Nombrado como una referencia al personaje secundario de The Office, Bob Vance, su nombre a menudo se escribe de manera incorrecta como "Cobb Vance" en ciertos capítulos a lo largo de la trilogía. En esta novela, es presentado como un antiguo esclavo imperial que se convierte en sheriff / mariscal de la ciudad de Mos Pelgo / Freetown.

### Representación
Marc Thompson da voz a Cobb en el audiolibro de la trilogía Aftermath, y es interpretado por Timothy Olyphant en la segunda temporada de The Mandalorian y su serie derivada The Book of Boba Fett.

## Apariciones

### TrilogíaAftermath(2015-2017)
La trilogía Aftermath fue escrita por Chuck Wendig entre 2015 y 2017. Además de Cobb, la trilogía presentó varios personajes notables, incluidos Norra y Snap Wexley. Comenzando inmediatamente después de los eventos descritos en El Retorno del Jedi y concluyendo un año después con la Batalla de Jakku, la Alianza Rebelde, ahora conocida como la Nueva República, lucha contra los restos del Imperio Galáctico, mientras se consolidan detrás de Gallius Rax y Rae Sloane en dos facciones separadas; Rax busca convertirse en el nuevo Emperador, y Sloane busca formar una "primera orden" más pacífica. En Tatooine, varios sindicatos mineros aprovechan la disminución de la presencia imperial y el vacío dejado por la muerte de Jabba the Hutt para tomar el control de varios asentamientos a los que exigen tributo; Cobb Vanth, un antiguo esclavo convertido en representante de la ley, decide enfrentarse a ellos.
En Aftermath (2015), Adwin Charu, un representante del sindicato del crimen Red Key Raiders que surge en Tatooine después de la muerte de Jabba the Hutt, se reúne con un grupo de Jawas para obtener algunos equipos de minería, ya que el sindicato quiere trabajar bajo el bajo el pretexto de ser una empresa minera, pero no puede llegar a ningún acuerdo con los Jawas. Cobb Vanth, presente en el vehículo de los Jawas, se presenta como alguien dispuesto a ayudar a Adwin a encontrar compras para el colectivo, ya que Cobb tiene una relación con las criaturas. Después de examinar los restos de la barcaza de Jabba, recuperada de un Sarlacc recientemente devorado por un dragón krayt, la pareja se encuentra con una armadura mandaloriana, ambos tirando blásters el uno al otro para tratar de adquirirla, con Cobb disparándole a Adwin. Cobb le ordena al herido Adwin que le diga al resto de los Red Key Raiders que cesen sus operaciones o él vendrá por ellos, luego se va con la armadura.
Life Debt (2016) revela que Cobb se ha convertido desde entonces en el sheriff de la ciudad de Mos Pelgo después de liberarla del colectivo minero Red Key Raiders, continúa usando la armadura mandaloriana y oponiéndose a las fuerzas del colectivo. Al conocer a Malakili, el antiguo maestro de bestias de Jabba, incriminado por matar a un grupo de Red Key Raiders, Cobb acepta acompañar a Malakili, y al infante heredero de Jabba que está protegiendo, Borgo, de regreso a Mos Pelgo (también conocido como Freetown o Pueblo Libre, en español) para comenzar un vida diferente.
En Empire's End (2017), Cobb y Malakili continúan trabajando juntos para crear un trato con los Tusken Raiders para mantener la ciudad protegida. Los Tusken Raiders están de acuerdo, debido a que la ciudad se encuentra en un lugar sagrado y tiene un hutt, y a ellos mismos se les prometió la perla del interior de un dragón krayt. Sin embargo, los miembros de Red Key capturan la ciudad antes de que se pueda matar al dragón krayt, lo que reduce el arsenal de Cobb hasta tal punto que ya no puede intentar matarlo. Mientras estuvo cautivo, se revela que Cobb alguna vez fue un esclavo, con sus respectivas marcas en la espalda. Muy pronto, los Tusken Raiders vienen y liberan a Cobb de los miembros de Red Key. Luego expulsan al sindicato del crimen y Cobb promete continuar protegiendo la ciudad.
Sin embargo, en el tiempo entre Empire's End y The Mandalorian, la ciudad se ha vuelto contra los Tusken Raiders, y Malakili se va con el Hutt.

### The Mandalorian(2020)
En mayo de 2020, se informó que Timothy Olyphant aparecería como Cobb Vanth en la segunda temporada de The Mandalorian, lo que confirmó que la armadura mandaloriana del personaje de la trilogía Aftermath era la de Boba Fett. En el estreno de la segunda temporada, "Capítulo 9: El comisario", el personaje principal del programa llega a Mos Pelgo en busca de un mandaloriano que lo ayude a cumplir su misión de devolver a su expósito con su especie y se sorprende al encontrar a Cobb, que lleva la armadura mandaloriana de Fett. Después de un breve discusión, después del cual Cobb resume cómo adquirió la armadura, se ofrece a dársela al Mandaloriano a cambio de su ayuda para matar al dragón krayt que no pudo matar en la trilogía Aftermath, aliándose con los Tusken Raiders una vez más. Para hacerlo, gracias a una ingeniosa idea del Mandaloriano de usar un bantha como terrorista suicida y hacer que detone una vez que el dragón se lo coma, lo que casi resulta en un fracaso y la muerte del Mandaloriano, logran matar al dragón y obtener una perla en el proceso que se lo dan a los Jawas. Después de esto, Cobb honra su acuerdo al entregar la armadura al Mandaloriano, y los dos se separan en buenos términos.

### El libro de Boba Fett(2022)
Cobb Vanth, interpretado nuevamente por Timothy Olyphant, regresa en The Book of Boba Fett, una serie derivada de The Mandalorian. Aparece por primera vez en el sexto episodio, titulado "Capítulo 6: Del desierto llega un forastero", donde se enfrenta a una nueva amenaza para Mos Pelgo (ahora rebautizado como Freetown o Pueblo Libre, en español), a saber, el Sindicato Pyke, que intenta conquistar Tatooine. Después de que Cobb confronta y dispara a varios Pykes, el sindicato toma represalias enviando al cazarrecompensas Cad Bane para que se encargue de él. Antes de que llegue Bane, Cobb recibe la visita del Mandaloriano, quien a nombre de Boba Fett, solicita su ayuda y la de su gente en la próxima guerra entre su sindicato del crimen y los Pykes. Cobb se muestra reacio a involucrarse, pero accede a celebrar una reunión en el ayuntamiento. Poco después de que el Mandaloriano abandone Freetown, Bane llega para exigir que Cobb adopte una postura neutral en la guerra que se avecina. Después de explicar la participación previa de Fett en el Imperio, Bane dispara a Cobb y a su lugarteniente después de un enfrentamiento, matando a este último y dejando incierto el destino de Cobb.
Se revela que Cobb sobrevivió al ataque en la escena de mitad de créditos del "Capítulo 7: En nombre del honor", donde se lo ve recuperándose en el tanque bacta de Fett mientras el artista mod que salvó la vida de Fennec Shand después de que ella resultó herida de manera similar, se prepara para aplicarle mejoras cibernéticas.

## Recepción
Tras la aparición inicial del personaje en la trilogía Aftermath, la especulación era común en cuanto a que la armadura mandaloriana del personaje pertenecía a Boba Fett, o que el personaje en sí era un Fett disfrazado; la primera teoría se demostró cierta en la segunda temporada de The Mandalorian. La interpretación de Olyphant de Cobb en The Mandalorian fue generalmente elogiada, con Rachel Leishman de The Mary Sue describiendo la historia de fondo del personaje de adquirir la armadura de Fett como "[h] honestamente, icónica", y Comic Book Resources comparando la interpretación de Olyphant con "básicamente [su personaje de Justified] Raylan Givens... en el espacio". TechRadar también expresó interés en ver un spin-off desarrollado en torno al personaje.
La actuación de Olyphant como Vanth en la segunda temporada de The Mandalorian le valió una nominación para el premio Primetime Emmy como actor invitado destacado en una serie dramática en 2021.